# Grajenščak
Grajenščak – wieś w Słowenii, w gminie Ptuj. W 2018 roku liczyła 496 mieszkańców.